# Randstipspanner
De randstipspanner (Idaea sylvestraria) is een nachtvlinder uit de familie van de spanners (Geometridae). 

## Kenmerken
De voorvleugellengte bedraagt tussen de 10 en 12 mm. De basiskleur van de voorvleugel is bruinwit, met donkere spikkeling. Op de vleugel lopen enkele dwarslijnen, die soms slechts vaag zichtbaar zijn. Duidelijk zichtbaar zijn de middenstippen op de vleugels en de rij stippen langs de buitenranden van de vleugels. De soort is moeilijk te determineren.

## Levenscyclus
De randstipspanner gebruikt diverse lage waardplanten, zoals tijm en bijvoet. De rups is te vinden van juli tot mei en overwintert. Er is jaarlijks een generatie die vliegt van eind mei tot in augustus.

## Voorkomen
De soort komt verspreid over een groot deel van het Palearctisch gebied voor. De randstipspanner is in Nederland een schaarse soort, die echter in de duinen vrij gewoon is, en in België een niet zo gewone soort.